# パイパー PA-34

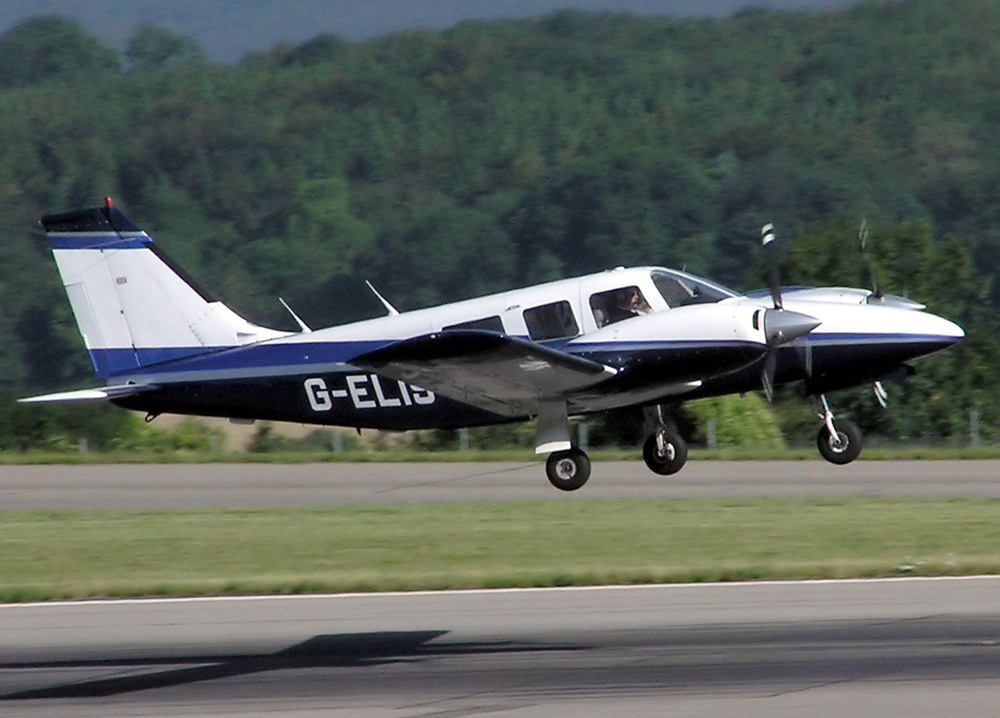
パイパー PA-34-200T セネカ II

パイパー PA-34 セネカ（Piper PA-34 Seneca）は、アメリカ合衆国の航空機メーカー・パイパー・エアクラフトが開発した軽飛行機。初飛行は1967年4月25日。

## 概要
同社の単発軽飛行機であるPA-32 チェロキー・シックスの発展型であり、同機を双発化して降着装置を引き込み式とし、胴体構造を新しくしたもの。座席数は7。ポーランドのPZLミエレクやブラジルのエンブラエルでもライセンス生産されており、前者の機体はM-20メワ（Mewa）、後者の機体はEMB-810と呼称されている。

### PA-34-200 セネカ I
最初の量産モデル・PA-34-200 セネカ Iは1971年に初飛行し、同年に量産に入った。当時パイパー社ではPA-23 アズテックやPA-30 ツインコマンチなどの双発機のシリーズを有していたが、セネカより大型のアズテックは旧式化してきており、より小型のツインコマンチはキャビン容量や積載量の点で自家用以外の用途には不向きであり、新たな双発機のニーズに応えるためセネカは新設計された。
速度性能より実用性や取扱いの容易さなどに重きを置いて開発され、同社PA-32型（チェロキー・シックス）の部品を多く活用している。胴体はほとんどそのまま利用、主翼も矩形翼（翼断面　NACA652-415　層流翼）のまま翼幅を10mから11.9mに延長、これは単桁構造にプレーンエルロンと人力手動スロッテッドフラップのシンプルな造りである。水平尾翼はスタビレーター式を踏襲しスパンを延長、垂直尾翼は弦長、高さともに拡大され、大型化されたトリムタブを持つ。車輪はPA-28R（チェロキーアロー）の構造を活用した。脚の上げ下げは電動ポンプによる油圧で行う。エンジンはライカミング社 IO-360-C1E6 4気筒　200hp/2700rpm、左右エンジンが逆回転となっており、直進性の向上とともに片肺時の臨界発動機の概念を不要にした。左右エンジンの互換性こそ無くなったが、取扱いの容易さには大きく寄与している。当時パイパー社の双発機シリーズでは、プロペラ軸を延長しエンジンナセルから遠ざけてプロペラ効率を上げる手法が喧伝されていたが、PA-34ではこの構造は採用されなかった。幅広の胴体や客室後方の大型扉によりキャビンアクセス、居住性、積載性は大幅に向上。速度性能こそツインコマンチに劣る（PA-30 246mph 24000ft : PA-34 196mph SL）ものの、大型の主翼によって離着陸性能・上昇性能・有償積載量（PA-30 1340lb ：PA-34 1620lb）は向上している。これらの実用面での性能が評価され、またツインコマンチより安価であったこともあり、発売当初から売れ行きが良く、以後パイパー社の中型レシプロ双発機の主役となっていった。

### PA-34-200T セネカ II
1975年からは、改良したPA-34-200T セネカ IIの生産に入っている。セネカ I型は安定性の良い機体であったが、状況によっては舵が重いとの指摘もあり、こういった飛行中の操作性（Flight Quality）を向上する為に操縦系統を改良した。エルロンを拡大し均衡式に変更、ラダーにバランスタブを追加、スタビレータのバランスウエイトを大型化した結果、改善が見られた。またエンジンもコンチネンタル社製 TSIO-360-E6 （200hp /2575rpm SL）6気筒にグレードアップされ、特にターボ過給機を装備することになったので高空性能や高地からの離陸性能が大幅に向上した。エンジンの製造メーカが変更になったが左右エンジン逆回転は変わらず、取扱いが容易という美点は変わらない。

### PA-34-220T セネカ III
1981年には改良したPA-34-220T セネカ IIIが完成。エンジンをコンチネンタル社製 TSIO-360-KB に換装。セネカ IIのエンジンと比べて排気量は不変だが、離陸時より高い回転数（2800rpm、5分間のみ）を用いることが可能になり、離陸出力220hp/2800rpmを得ている。その結果、最大離陸重量と初期上昇性能が向上した。コクピット風防の中桟を廃止し視界が向上、失速警報装置の改良。操縦席計器パネルを改良、従来のチェロキーシリーズの流用型（アルミフレームにプラスチック化粧パネルネジ止め）から、一般的なアルミパネルのみの構成となり、上下方向の寸法拡大と併せて、計器装備面積の拡大、アビオニクス機器の搭載スペースを拡大、エンジン計器の視認性向上に加えて、レイアウトの自由度も増している。

### PA-34-220T セネカ IV
1994年からセネカ IVに発展。機体・エンジン共にセネカ IIIと大きな変更点はないが、エンジンナセル形状をより空気抵抗の少ないものに改良し航続性能を向上させた。フラップが電動式になる。セネカ IVの完成前にパイパー社では再編があり、新たに設立されたニューパイパー社から発表され、機体のカラースキームなどは従来からイメージを一新させた。コクピットも従来の黒色系からボーイング社の旅客機のコクピットのような薄茶系に変更され、明るい雰囲気となる。

### PA-34-220T セネカ V
1998年からはカウルを再改良し、計器類配置を見直したセネカ Vの生産が行われている。エンジンナセルは更に空気抵抗を減らすように改良され、巡航性能に寄与している。コクピット計器盤の改良が行われ、エンジン計器にジェット機のような小径計器2列配置を採用、それまでのセネカではエンジン計器が基本計器に隣接して散在していた為、この改良によって視認性は向上した。またスイッチ類を計器盤から天井パネルに移動した。これによって前面風防は上下方向に薄くなり多少視界は狭くなったが、自家用機としては大型機のような雰囲気が、訓練機としては教官席から操作確認がしやすい点が何れも好評なようである。
2006年度モデルからはアビオニクス機器にAvidyne社製グラスコックピットが選択できるようになった。これらのグラスコックピットには、基本的な計器情報、エンジン情報、航法情報、の他にチェックリストや多くのオプション（気象レーダー、他の航空機の位置情報、燃料計算、地面衝突警告、雷計測など）の情報を同時に表示することが可能で、より複合的なフライトマネジメントが可能になっている。

## 採用国（軍用）
ブラジル
 ホンジュラス
 パナマ
 セルビア

## 要目（セネカ V）
- 全長：8.72 m
- 全幅：11.86 m
- 全高：3.72 m
- 翼面積：19.39 m2
- 自重：1,457 kg
- 最大離陸重量：2,155 kg
- エンジン：コンチネンタル TSIO/LTSIO-360-RB 水平6気筒ピストンエンジン（220馬力） × 2
- 最大速度：378 km/h（高度7,000 m）
- 実用上昇限度：7,620 m
- 航続距離：1,611 km
- ペイロード：乗客最大6名
- 乗員：1名